# 우석훈
우석훈(禹晳熏, 1968년 2월~ )은 대한민국의 경제학자이다. 연세대학교 경제학과를 학사 학위하고 파리 제10대학교에서 생태경제학을 다룬 연구로 경제학 박사학위를 받았다. 이후 현대 그룹 계파 예하 현대환경연구원, 에너지관리공단, 국무총리실에서 근무했고 현재는 성공회대학교 외래 교수로 재직 중이다. 박권일과 공저한 《88만 원 세대》의 출간으로 명성을 얻었다. 《나는 꼽사리다》에 출연했다. 제18대 대통령 선거에서 후보 문재인을 지지했고 국민연대의 공동대표를 맡았었다.

## 저서
《직선들의 대한민국》, 《아픈 아이들의 세대》, 《도마 위에 오른 밥상》, 《명랑이 너희를 자유케 하리라》, 《한미 FTA 폭주를 멈춰라》 등 다수가 있다.
- 경제 대장정 시리즈(전 12권 예정)

1. 《88만 원 세대》 (2007), 후속작 《혁명은 이렇게 조용히》(2009)
2. 《조직의 재발견》 (2008), 《샌드위치 위기론은 허구다》(2007)의 개정판
3. 《촌놈들의 제국주의》 (2008)
4. 《괴물의 탄생》 (2008)
5. 《생태 요괴전》(2009)
6. 《생태 페다고지》(2009)
7. 《디버블링:신빈곤 시대의 정치경제학》(2011)
8. 《문화로 먹고살기》(2011)
9. (농업경제학) (출간예정)
10. <오늘한푼 벌면 내일 두 푼 나가고>(2017)
11. (과학과 기술의 경제학) (출간예정)
12. (언론과 정당의 경제학) (출간예정)
13. (코멘터리 북)

## 블로그
'임시연습장'이라는 제목으로 운영한 블로그를 '인터넷 실명제 반대', '언론 자유 수호' 등의 사유를 밝히며 텍스트큐브로 이전해 같은 제목으로 운영하였다. 구글의 텍스트큐브 닷컴과 블로거 서비스 통합 결정으로 2010년 5월 4일 텍스트큐브 블로그를 티스토리로 이전했다.
- 티스토리에서 현재 운영 중인 블로그 '임시연습장'
- 2010년 5월 4일까지 텍스트큐브로 이전하여 운영한 블로그 '임시연습장'
- 2007년 8월까지 운영한 블로그 '낭만과 해학으로 함께 가는 길' 보관됨 2009-03-17 - 웨이백 머신

## 비판
880,000원 세대론을 대상으로 한 비판은 진보성을 띤 학술단체인 비판사회학회에서 제기됐다. 880,000원 세대론의 기본이 되는 주장은 세대 간 불평등의 심각성인데 이것을 대상으로 해선 과도히 부풀려진 담론이라는 것이다. 청년 세대의 신규 진입이 어려운 유럽과 달리 대한민국에서는 모든 세대에 걸쳐 불평등이 증가하고 이것은 세대 간 불평등보다 세대 내 불평등이 심각하다는 사실을 뜻한다. 실례로 아이엠에프 세대라는 30대 세대와 다른 세대를 비교한 결과 실업자나 비정규직의 비율이 50대나 60대보다 낮았다.

## 같이 보기
- 386 세대
- 하나뿐인 지구
- [인터뷰] "불황 10년, 방어만이 살 길" (복음과상황 2015년 1월호)
- [인터뷰] “중산층 이상의 도덕감 건드려… 정권 향배 가르는 전환점” (주간동아 1204호) 조국 법무부장관 후보자 사태분석